# 切爾沃納河
54°13′45″N 15°47′56″E / 54.229081°N 15.798811°E
切爾沃納河是波蘭的河流，位於該國西北部，處於西波美拉尼亞省，河道全長29公里，流域面積150平方公里，該河流最終注入波羅的海。